# Butanoato de hexila
Butanoato de hexila é o éster do ácido butanoico e o hexanol, de fórmula CH3(CH2)2COO(CH2)5CH3,  utilizado na indústria alimentícia e na perfumaria como aroma. É um importante componente dos aromas de frutas..